# Grupo Vía Bariloche
Vía Bariloche S.A. es una empresa de ómnibus de larga distancia de la República Argentina, dedicada al transporte público de pasajeros y al turismo. La empresa tiene su sede en Pablo Nogués, en la Provincia de Buenos Aires.
Fue fundada en la década del 1970 por la familia Trappa, inicialmente prestando servicios en la Provincia de Buenos Aires.
Actualmente la empresa posee 217 vehículos y es tercera en tamaño de Argentina (datos de la CNRT 2020). Esta flota representa el 6% del parque automotor de mediana y larga distancia del país.
Durante la pandemia de COVID 19 la empresa, como todas las del país, se vio fuertemente afectada por la crisis pudiendo retomar la actividad parcialmente desde octubre de 2020.

## Historia

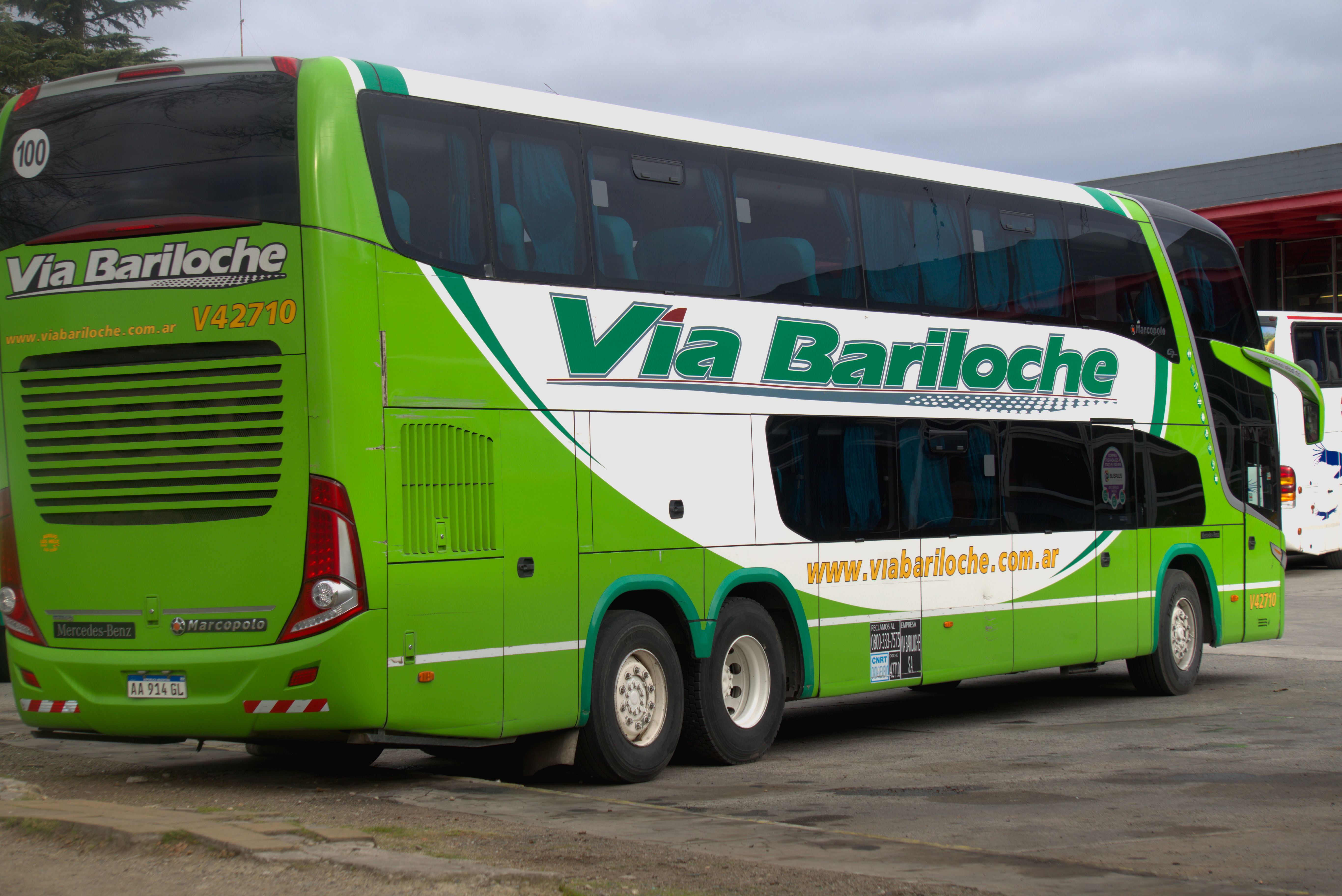
Bus de Vía Bariloche.

### Orígenes (1970-1992)
La empresa fue fundada por los hermanos Roberto y Rolando Trappa a mediados de la década de 1970 bajo el nombre de El Canario. Inicialmente ofrecían servicios de traslados a operarios de fábricas y alumnos de escuelas en el área del Gran Buenos Aires.
A inicios de los años 80 incorporaron servicios de larga distancia, operando servicios chárter y, a requerimiento de agencias de turismo, comenzaron a trasladar pasajeros a diferentes puntos turísticos de la República Argentina.
Entre 1985 y 1990, el principal destino solicitado fue San Carlos de Bariloche, concentrando alrededor del 70% de sus operaciones y en menor medida en Cataratas del Iguazú.
Ante la creciente demanda de servicios la empresa estableció sus operaciones en la ciudad de San Carlos de Bariloche con el fin de incrementar y mejorar su servicio técnico y operativo. Es en aquella circunstancia que se crea la empresa Vía Bariloche S.R.L. en 1992.
, actualmente conformada como Sociedad Anónima.
Para finales de 1990 la empresa fue habilitada como Empresa de Viajes y Turismo y en 1992 obtuvo la primera autorización oficial otorgada por la Secretaría de Transportes de la Nación para operar una nueva modalidad denominada “Servicio Ejecutivo”.
En 1993 obtuvo los permisos para atender los servicios públicos provinciales Bariloche-El Bolsón y nacionales Bariloche-Esquel, y en los años subsiguientes los organismos oficiales autorizaron a Vía Bariloche para explotar nuevas trazas.

### Inicios (1992-2004)
Durante la década de 1990  le fueron otorgadas concesiones de servicios de Transporte de Pasajeros de Larga Distancia.
En 1992 realizó su viaje inaugural cubriendo la traza Buenos Aires - San Carlos de Bariloche - Buenos Aires. 
En 1993 obtuvo los permisos para atender los servicios públicos provinciales Bariloche-El Bolsón y nacionales Bariloche-Esquel, y en los años subsiguientes los organismos oficiales autorizaron a Vía Bariloche para explotar nuevas trazas ya que, además, gestiona y obtiene ante la Comisión Nacional de Transporte el permiso de Transportación Libre como Servicios Regulares hacia todos los puntos del país.
En 1997 la empresa inaugura dos plantas de elaboración de cáterin, una en Pablo Nogués, Provincia de Buenos Aires, y la otra en Cipolletti, Provincia de Río Negro, destinadas a la provisión de comidas y refrigerios en los servicios.
En 1998, Vía Bariloche adquirió el 90% de la empresa Servicios Aéreos Patagónicos Sociedad del Estado (SAPSE) (que había sido convertida en una Sociedad Anónima), quedando el restante porcentaje en manos del Gobierno de la Provincia de Río Negro.
Ese mismo año, mediante licitación pública, la empresa asumió los recorridos, la marca y los activos que quedaban de la empresa El Valle, que se había declarado en quiebra en ese año. Además, fue inscripta en el Registro Nacional de Prestadores de Servicios Postales para envíos de encomiendas (aunque fue dada de baja en 1999 y reinscripta en 2002).
En abril de 1999 la empresa inaugura su primer traza internacional entre Neuquén, Argentina y Temuco, Chile.
En 1999, Vía Bariloche comenzó a operar el transporte Interurbano del Valle Medio (en la Provincia del Río Negro); sin embargo, dejó de operar ese servicio en 2002 por falta de rentabilidad. El 11 de mayo de 2013, fue restablecido el servicio, siendo nuevamente operado por Vía Bariloche (aunque bajo el nombre de El Valle).
En 2004, la empresa (a través de El Canario) comenzó a operar la Terminal de ómnibus de la ciudad de Cipolletti.

### Actualidad (2004-presente)

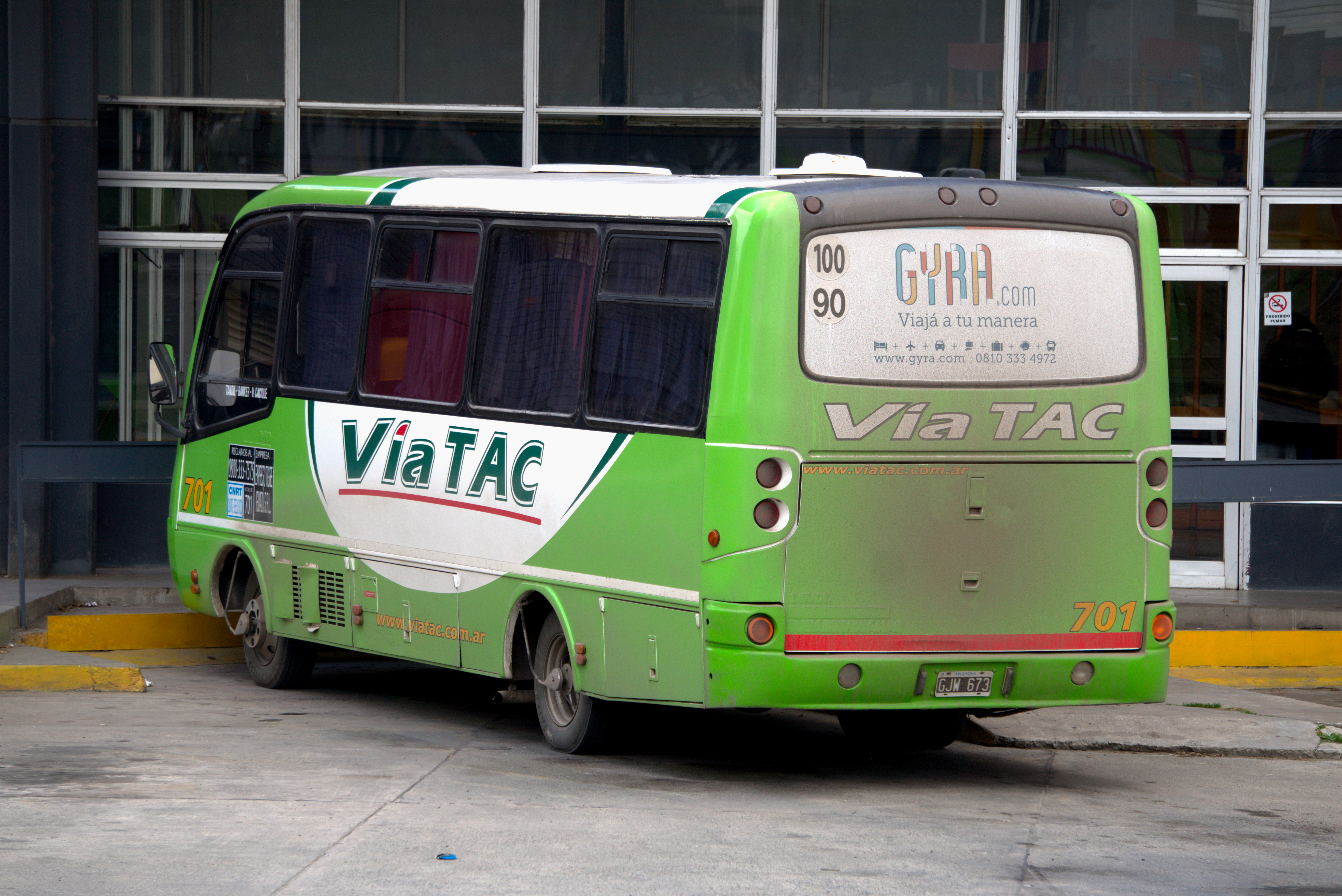
Bus de ViaTAC, subsidiaria de Vía Bariloche.

En 2006, Vía Bariloche operó 13 servicios de la Cooperativa de Trabajo Transportes Automotores Cuyo L.T.D.A. (conocida como TAC) en calidad de gerenciadora.
En 2007, la Secretaría de Transporte le cedió empresa González Tarabelli S.R.L. algunos corredores que operaba TAC, a raíz de que dicha empresa fue declarada en quiebra. Originalmente, cuando quebró TAC, Vía Bariloche, Andesmar, Cata Internacional, el Grupo Flecha Bus y el Grupo Plaza presentaron una propuesta para operar los servicios de dicha empresa (a través de TAC UTE), siendo la propuesta aceptada por la Justicia. En ese mismo año, Vía Bariloche compró la empresa Expreso Uspallata, cuya adquisición fue completada en 2008; sin embargo, en 2010 terminó en concurso público de acreedores.
En 2010, adquirió el 60% de las acciones de la empresa allense KO-KO. Ese mismo año, el municipio de Chos Malal renovó el contrato de concesión que tenía con la empresa Albus para operar el Transporte Urbano de Pasajeros de esa ciudad, a raíz de que no hubo oferentes en la licitación del Transporte. Anteriormente, el municipio de Chos Malal le otorgó en forma directa el transporte de pasajeros a Albus en 2003, siéndole prorrogado el contrato en 2005.
En 2011, Vía Bariloche y Albus se presentaron como UTE en la licitación del Transporte de Pasajeros de la Ciudad de Neuquén. La otra empresa que se había presentado era Indalo S.A. (operadora, en esos momentos, del servicio que para ese año pertenecía al Grupo Indalo; y que al año siguiente, fue vendida al Grupo Autobuses Santa Fe), quien resultó re-adjudicataria del servicio. Ese mismo año, las empresas González Tarabelli S.A. y KO-KO se presentaron como UTE en la licitación del Transporte de Pasajeros de San Martín de los Andes. Las otras que se presentaron eran la Empresa KO-KO S.R.L. (operadora en esos momentos del Transporte Urbano de esa ciudad; no vinculada con la KO-KO que pertenece a Vía Bariloche) y Expreso Colonia. Expreso Colonia resultó adjudicataria del Transporte Urbano. Posteriormente, la UTE presentó una impugnación ante el Tribunal Supremo por el tema de las puntuaciones dadas a las empresas y un pedido de medida cautelar para que la adjudicataria no comenzara a operar el transporte urbano; sin embargo, fue rechazada.
En 2018 Vía Bariloche, a través de la empresa Vía Cargo, pasó a formar parte del programa nacional “Transporte Inteligente”   para la mejora en la eficiencia energética en el sector del transporte de cargas de la República Argentina.

### Boca y River
Durante el año 2020 y 2021 Vía Bariloche es el bus oficial y patrocinador de los equipos de fútbol Argentino Boca Juniors y River Plate. 
Las unidades especiales destinadas al transporte de los planteles cuentan con medidas de seguridad adicionales.

## Cabeceras
Retiro (Bs As), Mar del Plata (Bs As), La Plata (Bs As), Bahía Blanca (Bs As), Bariloche (Provincia de Río Negro), Posadas (Provincia de Misiones), Puerto Iguazú (Provincia de Misiones), San Martín de los Andes (Provincia del Neuquén), Neuquén (Provincia del Neuquén), La Falda (Provincia de Córdoba), Córdoba (Provincia de Córdoba), Mendoza (Provincia de Mendoza),  Comodoro Rivadavia (Provincia del Chubut), Río Gallegos (Provincia de Santa Cruz), El Bolsón (Provincia de Río Negro), Esquel (Provincia del Chubut), Paraná (Provincia de Entre Rios), Resistencia (Provincia del Chaco), Jujuy (Provincia de Jujuy).  
En Pablo Nogués se encuentra la casa central.

### Destinos que opera
Vía Bariloche opera destinos en todas las provincias argentinas, a excepción de Tierra del Fuego. En el exterior tiene servicios a Concepción y Temuco (Chile) desde Neuquén y a Osorno y Puerto Montt (Chile) desde San Carlos de Bariloche.
- Ciudad Autónoma de Buenos Aires
- Provincia de Buenos Aires: Florencio Varela, San Clemente del Tuyú, Santa Teresita, Mar del Tuyú, San Bernardo, Pinamar, Villa Gesell, Mar del Plata, Chapadmalal,  Miramar, Necochea, Tres Arroyos, Bahía Blanca, Viedma, Gral. Belgrano, Ayacucho, Coronel Vidal, Balcarce, San Manuel, Lobería, Benito Juárez, González Chávez,  Tandil,[59] Coronel Dorrego, Benito Juárez, San Miguel del Monte, Rauch, Azul, Olavarría, Bragado, Daireaux, Bolívar, Carlos Casares, Pehuajó, Trenque Lauquen, Pellegrini, Gral. Villegas, Junín, Lincoln, Pergamino, Pacheco.
- Provincia de Catamarca: San Fernando del Valle de Catamarca, Recreo.[60]
- Provincia del Chaco: Resistencia, Machagai, Gral. Pinedo, Charata, Campo Largo, R. Sáenz Peña, A Terai, P. Infierno, Taco Pozo.
- Provincia de Chubut: Puerto Madryn, Trelew, Rawson, Comodoro Rivadavia, Sarmiento, Las Plumas, Paso de Indios, Tecka, Lago Puelo, El Hoyo, Esquel.
- Provincia de Córdoba: Córdoba,  Río Cuarto, Villa Carlos Paz, La Falda,  Cosquín, Dean Funes.
- Provincia de Corrientes: Ciudad de Corrientes, Paso de los Libres, Mercedes, Virasoro, Ituzaingo.[61]
- Provincia de Entre Ríos: Paraná, Concordia, Gualeguaychú, Chajarí, San Salvador, Concepción del Uruguay, Villaguay.
- Provincia de Formosa: Villa dos Trece, Pirane, Formosa, Clorinda.
- Provincia de Jujuy: San Salvador de Jujuy.
- Provincia de La Pampa: Santa Rosa, Gral. Acha.
- Provincia de La Rioja: Ciudad de La Rioja, Chepes, Portezuelo.
- Provincia de Mendoza: Ciudad de Mendoza.
- Provincia de Misiones: Alem, Oberá, Aristóbulo del Valle, Posadas, San Vicente, San Pedro, Puerto Iguazú, El Dorado, Montecarlo, J. América.
- Provincia del Neuquén: Ciudad de Neuquén, Zapala, Cutral Có, V. Pehuenia, Aluminé, San Martín de los Andes, Villa La Angostura, Lago Hermoso.
- Provincia de Río Negro: Cipolletti, General Roca, Las Grutas, San Antonio Oeste, Viedma, Villa Regina, C. Catriel, Cinco Saltos, San Carlos de Bariloche, El Bolsón.[62][63]
- Provincia de Salta: Ciudad de Salta, Metán, Gral. Güemes, Orán, Tartagal.
- Provincia de San Juan: Ciudad de San Juan.
- Provincia de San Luis: Ciudad de San Luis, Villa Mercedes
- Provincia de Santa Cruz: Caleta Olivia, Puerto San Julián, Cte. Luis Piedrabuena, Río Gallegos.
- Provincia de Santa Fe: Ciudad de Rosario, Ciudad de Santa Fe, Rufino, V. Mineti.
- Provincia de Santiago del Estero: Termas de Río Hondo, Ciudad de Santiago del Estero, La Banda, Frías, Loreto, Fernández, Quimili, M. Quemado.
- Provincia de Tucumán: San Miguel de Tucumán.

## Empresas subsidiarias
Vía Bariloche es una empresa que posee varias subsidiarias y una de las más grandes de Argentina, después del grupo Derudder Hermanos (propietario de Flecha Bus y Nueva Chevallier),. Tiene servicios a 22 de las 23 provincias argentinas y a Chile. Además opera la Terminal de Ómnibus de Cipolletti.

### Empresas subsidiarias
- Empresa El Ejecutivo de Chubut,[65] opera servicios desde Puerto Madryn (Chubut) hasta San Carlos de Bariloche (Río Negro).
- González Tarabelli S.A., opera servicios desde el Norte Argentino y la ciudad de Buenos Aires hasta la patagonia argentina, la Ciudad de Mendoza y la Provincia de Córdoba. Fue fundada en 1993[66] e inicialmente operó bajo el nombre de Expreso Que Bus o simplemente Que Bus.[67] En 2007, comienza a operar bajo la marca de Vía Tac, que fue creada para operar los servicios que anteriormente pertenecían a la Cooperativa TAC.[26][27][68]
  - Costa Viajes S.A, opera servicios desde Córdoba, Mar del Plata, Bs As, hasta la Patagonia Argentina, esta empresa trabaja bajo la razón social de Vía Bariloche S.A., donde está destinada a la parte egresados, con unidades Okm, utilizando los talleres en ruta de Vía Bariloche S.A., y recambio de choferes en Cipoletti. Con origen en cada uno de estos orígenes, con destino a San Carlos de Bariloche.
- Empresa Sol y Valles S.A. (Vía Tac), opera desde la Ciudad de Mendoza hasta Salvador Mazza. La empresa utiliza unidades de Vía Tac.[69]
- Empresa Tigre Iguazú (Expreso Tigre-Iguazú S.R.L.), opera desde las provincias de Buenos Aires y Santa Fe, y la ciudad de Buenos Aires a todo el litoral argentino. Además, bajo la modalidad de gerenciador, opera los servicios que cubría la empresa La Nueva Estrella S.C.C. en las provincias de Salta, Buenos Aires, Chaco y Formosa, Misiones y Santa Fe, entre otras.[70]
- La propia Vía Bariloche, que opera desde la provincia y la ciudad de Buenos Aires al litoral Argentino, la costa atlántica de Buenos Aires y las provincias de Neuquén y Río Negro. Además opera servicios internacionales hacia las ciudades chilenas de Puerto Montt (desde San Carlos de Bariloche)[71] y Temuco (desde la Ciudad de Neuquén).
  - Empresa El Valle, es la marca con la que opera servicios a las provincias de Neuquén y Río Negro desde la provincia y la ciudad de Buenos Aires. Además opera un servicio interurbano entre las localidades de Choele Choel, Chimpay y Pomona.[21][72] Fue creada en 1998 cuando Vía Bariloche asumió las operaciones de la ex Empresa El Valle, que había quebrado en ese mismo año.[13][14][15]
- Empresa Vía Cargo, empresa dedicada al servicio de cargas y encomiendas.[73]
- Sapsa Líneas Aéreas, aerolínea chárter que opera en diferentes puntos de la Argentina.[74] Vía Bariloche es accionista de la empresa en un 90%.[12][75]

### Empresas que integraron el Grupo o que desaparecieron
- Expreso Uspallata S.A., funcionó en la provincia de Mendoza[76] y perteneció a la empresa entre 2008 y 2010, antes de ir a concurso público.[31] La empresa dejó de operar en 2013.[77]
- Empresa El Mendocino (Rutamar S.R.L.), unía Buenos Aires con Mendoza y era subsidiaria de Rutamar.[78]
- Empresa Pehuenche, convenio con la empresa terminada, el servicio Neuquén - Buenos Aires lo opera El Valle.[4]
- TAM,[79] fue la marca con la que Vía Bariloche operó los servicios de la desaparecida empresa Transportes Automotores Mercedes S.R.L. (T.A.M.), que había quebrado en 2002. Los servicios de la ex T.A.M. le fueron otorgados a Vía Bariloche el 3 de junio de 2004 por el término de 1 año.[80]

## Controversias y problemas legales
- En 2010, Vía Bariloche fue denunciada por la empresa Andesmar por la propiedad y derechos intelectuales de Expreso Uspallata (empresa parcialmente integrada al grupo empresarial) que operaba servicios provinciales en la Provincia de Mendoza.[81] La empresa terminó finalmente en concurso público de acreedores.[31] En 2013, el gobierno mendocino le quitó la concesión a Uspallata por «irregularidades graves» aunque las unidades seguían circulando.[77]
- En febrero de 2015, Tres mujeres de la comunidad qom, oriundas de la Provincia de Formosa, denunciaron penalmente a Vía Bariloche por un supuesto caso de discriminación y presunta estafa; debido a que, teniendo pasaje para ese día, no las dejaron subir a un colectivo de la empresa que iba con destino a Buenos Aires.[82][83][84]

## Siniestros relevantes
- 2011: Roberto Trappa, uno de los dueños de Vía Bariloche, fallece tras haber chocado su camioneta con una unidad de la empresa. El accidente ocurrió a 40 kilómetros de San Martín de los Andes.[85][86][87][88]
- 2013: Accidente entre un colectivo de Vía Bariloche y una combi cerca de Anguil, deja 1 muerto y 6 heridos.[89][90]